# او. اس. اس ۱۱۷: گم‌شده در ریو
او. اس. اس ۱۱۷: گم‌شده در ریو (به انگلیسی: OSS 117: Lost in Rio) فیلمی محصول سال ۲۰۰۹ و به کارگردانی میشل آزاناویسوس است. در این فیلم بازیگرانی همچون ژان دوژاردن، لوئیز مونو، رودیگر فوگلر، الکس لوتس، پیر بلمار، سرژ آزاناویسیوس و لوران کاپه‌لوتو ایفای نقش کرده‌اند.